# Joana Escorna
Joana Escorna (Pedreguer, 1409-12 - València, 1453-54) va ser una noble valenciana, segona muller del cavaller i poeta Ausiàs March.
Filla de Bernat Escorna, senyor de Pedreguer, i Constança Castellà, en desconeixem tant la data com el lloc exactes de naixement. Pel que fa a la primera, degué produir-se entre el 1409, quan no és esmentada en el testament dictat aleshores pel seu pare, i el 1412, any en què un nou testament de Bernat Escorna ens en parla per primera vegada. Pel que fa al lloc on nasqué, és probable que fora a la ciutat de València, de la qual el seu pare fou jurat i justícia civil en la primeria del segle XV. Posteriorment, Bernat serví Alfons el Vell, duc de Gandia, vila en la qual adquirí una casa el 1416. Degué ser aleshores, si no abans, quan els Escorna entraren en contacte amb els March, amb qui ja mantenien lligams familiars els Castellà.
El 26 de febrer de 1443 Constança Castellà (vídua ja de Bernat) i Ausiàs March (vidu després de la mort d'Isabel Martorell, la seua primera muller, el 1439) signaren les capitulacions per al casament d'aquest últim, que devia tenir 43 o 44 anys, amb Joana, que en tenia entre 30 i 33. El dot acordat fou de 50.000 sous (garantits per quatre censals que produïen unes pensions anuals de 3.430 sous), més 10.000 sous d'aixovar «en béns, robes i joiells», i 25.000 de creix o aportació del marit. Per a fer efectiu el matrimoni calgué obtenir dispensa eclesiàstica, atés el grau de parentiu existent entre els March i els Castellà. Les noces tingueren lloc abans del mes d'agost d'aquell mateix any.
No queda clar on s'establí la parella de novençans, ja que, segons assenyala Ferran Garcia-Oliver, March mantenia aleshores «una doble domiciliació», a cavall de Gandia i València, tot i que cada vegada més decantada cap al cap i casal. Del que no hi ha dubte és que la unió no produí descendència. Joana morí en algun moment indeterminat entre el 19 de juliol de 1453, data en la qual dictà un codicil, i el 8 de novembre de 1454, quan en fou llegit el testament. Deixà el seu marit com a hereu universal i el facultà per a triar el lloc on havia de ser sebollida, que finalment fou la cripta familiar dels March al monestir de Sant Jeroni de Cotalba. De fet, tot i que en testar, l'any 1458, Ausiàs manà que «lo cadàver o l'ossa de l'honorable na Joana Escorna, muller mia quondam, si obtenir-se porà llicència del senyor bisbe de València e dels frares de Sant Jerònim de la vila de Gandia, on aquella fon soterrada», fora traslladat a València, a la tomba dels March, on ell mateix havia de ser sebollit, les excavacions arqueològiques dutes a terme l'any 2016 al cenobi saforenc hi descobriren les despulles de Joana, juntament amb les restes del drap daurat amb motius vegetals i heràldics que el poeta manà que fora donat al lloc definitiu de repòs etern de la seua segona muller. En un codicil posterior March disposà encara que foren dites set-centes misses per a l'ànima de Joana, dues-centes més de les encarregades per a l'ànima d'Isabel Martorell. Aquestes disposicions testamentàries porten Garcia-Oliver a afirmar que «Ausiàs devia estimar la seua esposa Joana, tot i el fracàs en l'obtenció de l'hereu».
Pel que fa a la relació entre els versos d'Ausiàs March i Joana Escorna, Ferran Garcia-Oliver ha afirmat que al darrere dels Cants de mort del poeta hi ha precisament «el daltabaix espiritual» que li provocà la mort d'aquella, com ja havia suggerit Martí de Riquer. Per contra, Josep Piera ha preferit veure la inspiradora dels cants en Isabel Martorell, sobre la qual les excavacions de 2016 revelaren que patia una gran debilitat física i que morí molt probablement a causa d'un mal embaràs.